# Nay Nay Win
Nay Nay Win (ur. ?) – mjanmańska lekkoatletka, tyczkarka.

## Rekordy życiowe
- skok o tyczce – 3,26 (2007) były rekord Birmy